# J. J. Abrams
Jeffrey Jacob Abrams (sinh ngày 27 tháng 6 năm 1966) là một đạo diễn điện ảnh, nhà sản xuất, nhà biên kịch và nhà soạn nhạc người Mỹ. Anh được biết đến qua các tác phẩm thuộc thể loại hành động, chính kịch và khoa học viễn tưởng. Abrams đã tham gia biên kịch và/hoặc sản xuất một vài phim điện ảnh như Regarding Henry (1991), Forever Young (1992), Ngày tận thế (1998), Thảm họa diệt vong (2008) và Star Wars: Thần lực thức tỉnh (2015). Anh đồng thời cũng là nhà đồng sáng tạo của một số loạt phim truyền hình như Felicity (đồng sáng tạo, 1998–2003), Bí danh (sáng tạo, 2001–2006), Mất tích (đồng sáng tạo, 2004–2010) và Giải mã Kỳ án (đồng sáng tạo, 2008–2013). Abrams đã chiến thắng hai Giải Emmy cho Lost—Đạo diễn loạt phim chính kịch xuất sắc nhất và Loạt phim chính kịch xuất sắc nhất.
Phim điện ảnh đạo diễn đầu tay của anh là Star Trek (2009) và phần phim tiếp nối Star Trek: Chìm trong bóng tối (2013), Nhiệm vụ bất khả thi III (2006) và Super 8 (2011). Anh cũng đảm nhiệm vai trò đạo diễn và đồng biên kịch cho Star Wars: Thần lực thức tỉnh (2015), phần phim đầu tiên trong bộ hậu truyện Star Wars. Star Wars: Thần lực thức tỉnh cũng là phim điện ảnh đạt doanh thu cao nhất của anh, và đồng thời cũng là phim điện ảnh đạt doanh thu cao thứ ba thời đại.
Những nhà sáng tạo thường hợp tác làm việc với Abrams bao gồm nhà sản xuất Bryan Burk, nam diễn viên Greg Grunberg và Simon Pegg, nhà biên kịch Alex Kurtzman và Roberto Orci, nhà soạn nhạc Michael Giacchino, nhà quay phim Daniel Mindel và Larry Fong, và hai nhà dựng phim Maryann Brandon và Mary Jo Markey.

## Tiểu sử
Abrams được sinh ra tại Thành phố New York và lớn lên tại Los Angeles. Anh là con trai của nhà sản xuất truyền hình Gerald W. Abrams (sinh năm 1939) và nhà sản xuất điều hành Carol Ann Abrams (họ gốc Kelvin; 1942–2012). Em gái anh là nhà biên kịch Tracy Rosen. Anh theo học tại Trường Trung học Palisades Charter. Sau khi tốt nghiệp trung học, Abrams có kế hoạch học tập tại một trường điện ảnh thay vì một trường cao đẳng hàn lâm, nhưng cuối cùng anh lại học tại Cao đẳng Sarah Lawrence theo lời khuyên của bố: "Điều quan trọng là con học về những gì tạo nên một bộ phim thay vì học về cách thực hiện chúng."

## Cuộc sống riêng
Vợ của Abrams là nhà quan hệ công chúng Katie McGrath và hai người đã có ba người con. Anh hiện đang cư trú tại Pacific Palisades, Los Angeles, California. Anh là một người Do Thái còn vợ anh là một Công giáo Rôma. Thi thoảng anh vẫn đưa các con mình đến những địa điểm tôn giáo vào ngày lễ Do Thái.
Abrams ngoài ra cũng nằm trong Hội đồng Sáng tạo của Represent.Us, một tổ chức phi lợi nhuận phản đối vấn đề tham nhũng.

## Danh sách phim

### Điện ảnh
| Năm  | Phim                                     | Vai trò  | Vai trò  | Vai trò   | Vai               | Ghi chú                                  |
| Năm  | Phim                                     | Đạo diễn | Sản xuất | Biên kịch | Vai               | Ghi chú                                  |
| ---- | ---------------------------------------- | -------- | -------- | --------- | ----------------- | ---------------------------------------- |
| 1982 | Nightbeast                               | Không    | Không    | Không     |                   | Soạn nhạc Hiệu ứng âm thanh              |
| 1990 | Taking Care of Business                  | Không    | Không    | Có        |                   |                                          |
| 1991 | Regarding Henry                          | Không    | Có       | Có        | Người giao hàng   | Đồng sản xuất                            |
| 1992 | Forever Young                            | Không    | Có       | Có        |                   | Sản xuất điều hành                       |
| 1993 | Six Degrees of Separation                | Không    | Không    | Không     | Doug              |                                          |
| 1996 | The Pallbearer                           | Không    | Có       | Không     |                   |                                          |
| 1996 | Diabolique                               | Không    | Không    | Không     | Nhà quay phim #2  |                                          |
| 1997 | Gone Fishin'                             | Không    | Không    | Có        |                   |                                          |
| 1998 | Ngày tận thế                             | Không    | Không    | Có        |                   |                                          |
| 1999 | The Suburbans                            | Không    | Có       | Không     | Nhà báo nhạc rock |                                          |
| 2001 | Joy Ride                                 | Không    | Có       | Có        |                   |                                          |
| 2006 | Nhiệm vụ bất khả thi 3                   | Có       | Không    | Có        |                   | Phim đạo diễn đầu tay Họa sĩ kỹ thuật số |
| 2008 | Thảm họa diệt vong                       | Không    | Có       | Không     |                   |                                          |
| 2009 | Star Trek                                | Có       | Có       | Không     | Lồng tiếng        |                                          |
| 2010 | Morning Glory                            | Không    | Có       | Không     |                   |                                          |
| 2011 | Super 8                                  | Có       | Có       | Có        |                   |                                          |
| 2011 | Nhiệm vụ bất khả thi: Chiến dịch bóng ma | Không    | Có       | Không     |                   |                                          |
| 2013 | Star Trek: Chìm trong bóng tối           | Có       | Có       | Không     |                   |                                          |
| 2014 | Infinitely Polar Bear                    | Không    | Có       | Không     |                   | Sản xuất điều hành                       |
| 2015 | Nhiệm vụ bất khả thi: Quốc gia bí ẩn     | Không    | Có       | Không     |                   |                                          |
| 2015 | Star Wars: Thần lực thức tỉnh            | Có       | Có       | Có        | Lồng tiếng        |                                          |
| 2016 | Căn hầm                                  | Không    | Có       | Không     |                   |                                          |
| 2016 | Star Trek: Không giới hạn                | Không    | Có       | Không     |                   |                                          |
| 2017 | The Disaster Artist                      | Không    | Không    | Không     | Chính anh         |                                          |
| 2017 | Star Wars: Jedi cuối cùng                | Không    | Có       | Không     |                   | Sản xuất điều hành                       |
| 2018 | The Cloverfield Paradox                  | Không    | Có       | Không     |                   |                                          |
| 2018 | Nhiệm vụ bất khả thi: Sụp đổ             | Không    | Có       | Không     |                   |                                          |
| 2018 | Chiến dịch Overlord                      | Không    | Có       | Không     |                   |                                          |

### Truyền hình
| Năm       | Tên                | Vai trò   | Vai trò  | Vai trò            | Vai trò   | Ghi chú                                                                         |
| Năm       | Tên                | Biên kịch | Đạo diễn | Sản xuất điều hành | Soạn nhạc | Ghi chú                                                                         |
| --------- | ------------------ | --------- | -------- | ------------------ | --------- | ------------------------------------------------------------------------------- |
| 1998–2002 | Felicity           | Có        | Có       | Có                 | Có        | Đồng sáng tạo; biên kịch (17 tập), đạo diễn (2 tập), đồng biên soạn nhạc chủ đề |
| 2001–2006 | Bí danh            | Có        | Có       | Có                 | Có        | Sáng tạo; biên kịch (13 tập), đạo diễn (3 tập), biên soạn nhạc chủ đề           |
| 2004–2010 | Mất tích           | Có        | Có       | Có                 | Có        | Đồng sáng tạo; biên kịch (3 tập), đạo diễn (2 tập), biên soạn nhạc chủ đề       |
| 2005      | The Catch          | Có        | Không    | Có                 | Không     | Đồng sáng tạo; Tập đầu                                                          |
| 2006–2007 | What About Brian   | Không     | Không    | Có                 | Không     |                                                                                 |
| 2006–2007 | Six Degrees        | Không     | Không    | Có                 | Không     |                                                                                 |
| 2006      | Jimmy Kimmel Live! | Không     | Có       | Không              | Không     | Đạo diễn khách mời tập: "Episode #4.269"                                        |
| 2007      | The Office         | Không     | Có       | Không              | Không     | Đạo diễn tập: "Cocktails"                                                       |
| 2008–2013 | Giải mã kỳ án      | Có        | Không    | Có                 | Có        | Đồng sáng tạo; biên kịch (6 tập), biên soạn nhạc chủ đề                         |
| 2009      | Anatomy of Hope    | Không     | Có       | Có                 | Không     | Tập đầu                                                                         |
| 2010      | Undercovers        | Có        | Có       | Có                 | Có        | Đồng sáng tạo; biên kịch (3 tập), đạo diễn (1 tập), biên soạn nhạc chủ đề       |
| 2011–2016 | Person of Interest | Không     | Không    | Có                 | Có        | Biên soạn nhạc chủ đề                                                           |
| 2012      | Alcatraz           | Không     | Không    | Có                 | Có        | Biên soạn nhạc chủ đề                                                           |
| 2012      | Shelter            | Không     | Không    | Có                 | Không     | Tập đầu                                                                         |
| 2012      | Family Guy         | Không     | Không    | Không              | Không     | Ngôi sao khách mời; tập: "Ratings Guy"                                          |
| 2012–2014 | Revolution         | Không     | Không    | Có                 | Có        | Biên soạn nhạc chủ đề                                                           |
| 2013–2014 | Almost Human       | Không     | Không    | Có                 | Có        | Biên soạn nhạc chủ đề                                                           |
| 2014      | Believe            | Không     | Không    | Có                 | Không     |                                                                                 |
| 2015      | Dead People        | Không     | Không    | Có                 | Không     | Tập đầu                                                                         |
| 2016      | 11.22.63           | Không     | Không    | Có                 | Không     | Truyền hình giới hạn                                                            |
| 2016      | Roadies            | Không     | Không    | Có                 | Không     | [ 11 ]                                                                          |
| 2016–nay  | Westworld          | Không     | Không    | Có                 | Không     |                                                                                 |

### Video âm nhạc
| Năm  | Chương trình                         | Vai trò   | Ghi chú |
| ---- | ------------------------------------ | --------- | ------- |
| 2009 | "Cool Guys Don't Look at Explosions" | Biểu diễn |         |